# Aleksa Luković
Aleksa Luković (serbisch-kyrillisch Алекса Луковић; * 6. Februar 1992 in Belgrad, Jugoslawien) ist ein US-amerikanisch-serbischer Eishockeyspieler, der seit 2020 erneut beim KHK Roter Stern Belgrad in der serbischen Eishockeyliga unter Vertrag steht. 

## Karriere
Aleksa Luković, der neben der serbischen auch die US-amerikanische Staatsbürgerschaft besitzt, begann seine Karriere als Eishockeyspieler beim HK Roter Stern Belgrad, für den er erstmals 2008 in der serbischen Eishockeyliga spielte. Zudem war er mit der U20-Auswahl des Vereins in der ungarischen Nachwuchsliga aktiv. Vor Beginn der Playoffs der Slohokej Liga 2010/11 wechselte er zum HK Partizan Belgrad und war prompt am ersten Titelgewinn des serbischen Rekordmeisters in dieser slowenisch dominierte Spielklasse beteiligt. Auch im Folgejahr, in dem er zunächst auch einige Spiele für die Jamestown Ironmen in der North American Hockey League absolvierte, gewann er mit Partizan erneut den Titel in der Slohokej Liga und wurde zudem auch serbischer Meister. Auch 2013, 2014, 2015 und 2016 konnte er mit Partizan die Serbische Eishockeyliga für sich entscheiden. 2016/17 spielt er beim HC Renens aus dem Kanton Waadt in der 3. Liga, der fünften Schweizer Ligastufe. Anschließend wechselte er zum benachbarten HC Prilly in die 2. Liga. 2020 kehrte er zum Roten Stern in seine Geburtsstadt Belgrad zurück.

### International
Für Serbien nahm Luković an der Division III der U-18-Weltmeisterschaft 2008 und der Division II der U-18-Weltmeisterschaften 2009 und 2010 sowie den U-20-Weltmeisterschaften 2009, 2010 und 2012 in der Division II bzw. der U-20-Weltmeisterschaften 2011 der Division III teil. Bei der U-20-Weltmeisterschaft der Division III 2011 wurde er nicht nur als bester Spieler seines Teams ausgezeichnet, sondern war – obwohl Abwehrspieler – auch bester Scorer (21 Punkte), gemeinsam mit dem Türken Serkan Gümüş bester Torschütze (11 Treffer) und nach seinem Landsmann Viktor Cengeri gemeinsam mit dem Türken Yusuf Halil zweitbester Vorbereiter (20 Assists) des Turniers und hatte zudem auch die beste Plus/Minus-Bilanz. 2012 war er der beste Scorer unter den Defensivspielern des Turniers.
Im Herrenbereich nahm Luković mit der serbischen Auswahl, an den Weltmeisterschaften der Division II 2011, 2012, 2013, 2014, 2015, 2016, 2017, 2018 und 2019 teil. Zudem stand er bei den Qualifikationsturnieren für die Olympischen Winterspiele 2014 in Sotschi und 2018 in Pyeongchang und 2022 in Peking für seine Farben auf dem Eis.

## Erfolge und Auszeichnungen
- 2008 Aufstieg in die Division II bei der U-18-Weltmeisterschaft, Division III, Gruppe B
- 2011 Aufstieg in die Division II bei der U-20-Weltmeisterschaft, Division III
- 2011 Beste Plus/Minus-Bilanz bei der U-20-Weltmeisterschaft, Division III
- 2011 Torschützenkönig bei der U-20-Weltmeisterschaft, Division III
- 2011 Topscorer bei der U-20-Weltmeisterschaft, Division III
- 2011 Gewinn der Slohokej Liga mit dem HK Partizan Belgrad
- 2012 Gewinn der Slohokej Liga mit dem HK Partizan Belgrad
- 2012 Serbischer Meister mit dem HK Partizan Belgrad
- 2013 Serbischer Meister mit dem HK Partizan Belgrad
- 2014 Serbischer Meister mit dem HK Partizan Belgrad
- 2015 Serbischer Meister mit dem HK Partizan Belgrad
- 2016 Serbischer Meister mit dem HK Partizan Belgrad
- 2019 Aufstieg in die Division I, Gruppe B bei der Weltmeisterschaft der Division II, Gruppe A